# Serhij Lowoczkin
Serhij Wołodymyrowycz Lowoczkin, ukr. Сергій Володимирович Льовочкін (ur. 17 lipca 1972 w Kijowie) – ukraiński ekonomista i polityk, doradca Łeonida Kuczmy i Wołodymyra Łytwyna, ekspert gospodarczy Partii Regionów, od 2010 do 2014 szef Administracji Prezydenta Ukrainy.

## Życiorys
Jego ojcem był Wołodymyr Lowoczkin, generał milicji, wieloletni pracownik służb penitencjarnych oraz bliski przyjaciel Łeonida Kuczmy i Wiktora Janukowycza.
W 1993 Serhij Lowoczkin ukończył studia w Narodowym Uniwersytecie Ekonomicznym w Kijowie ze specjalnością w księgowości oraz kontroli i analizie działalności gospodarczej. Obronił pracę kandydacką w kijowskim NUE na temat długu państwowego USA (1997), a w 2004 doktorat (habilitację) o stabilizacji makrofinansowej w warunkach wzrostu gospodarczego (2004). W 2002 został magistrem prawa międzynarodowego w Ukraińskiej Akademii Handlu Zagranicznego. Jest autorem 33 prac naukowych, pracuje jako docent w Katedrze Finansów NUE w Kijowie.
Po trzyletniej pracy w bankowości (był m.in. wiceprezesem spółki „Bankirśkyj dim”) wziął udział w wyborach parlamentarnych 1998. Rok później został zatrudniony jako konsultant naukowy przy prezydencie, później jako jego referent i asystent. W 2000 stanął na czele Rady Konsultacyjnej ds. Inwestycji Zagranicznych przy Prezydencie Ukrainy. Od 2002 do 2005 był pierwszym asystentem Kuczmy. Wcześniej doradzał również m.in. gubernatorowi donieckiemu Wiktorowi Janukowyczowi. Zasiadał w licznych radach nadzorczych państwowych banków (m.in. „Oszczadbanku” i „Ukreksimpbanku”), stał na czele rady nadzorczej spółki „Ukrtelekom”.
Po rewolucji pomarańczowej został doradcą przewodniczącego Rady Najwyższej Wołodymyra Łytwyna. W 2006 startował bez powodzenia w wyborach do parlamentu z Ludowego Bloku Łytwyna. We wrześniu 2006 otrzymał nominację na prezesa administracji rządowej w drugim gabinecie Wiktora Janukowycza. W 2007 uzyskał mandat deputowanego z listy Partii Regionów. 21 grudnia 2007 wybrano go na szefa Narodowego Banku Ukrainy w gabinecie cieni „regionałów”. Objął obowiązki wiceprzewodniczącego frakcji PR w parlamencie. W kwietniu 2008 został wybrany na jednym z wiceprzewodniczących i członków prezydium rady politycznej PR. Od 25 lutego 2010 do 17 stycznia 2014 był szefem Administracji Prezydenta Ukrainy.
W 2014 znalazł się wśród organizatorów Bloku Opozycyjnego, uzyskując z jego listy mandat posła VIII kadencji. Do parlamentu wybrany został także w 2019 z ramienia formacji Opozycyjna Platforma – Za Życie.

## Życie prywatne
W rankingu młodych polityków ukraińskich „z przyszłością” przeprowadzonym przez tygodnik „Fokus” w 2006 zajął 8. miejsce. Serhij Lowoczkin jest żonaty, ma czwórkę dzieci. Ojcem chrzestnym córki Ołeny został Łeonid Kuczma. Jest bratem Julii Lowoczkiny.